# 180'er
Een 180'er is een sportterm uit het darten. De triple 20 is 60 punten waard en wanneer een darter alle drie zijn pijlen in de triple 20 gooit, behaalt hij de maximaal haalbare score met drie pijlen: 180 punten. Als een speler een 180'er gooit, zal de omroeper luidkeels one-hundred-and-eighty! roepen. Dit wordt bij toernooien nog ondersteund met lichteffecten. Er wordt door de dartsbond ook bordjes uitgedeeld met 180 er op die door de toeschouwers in de lucht worden kunnen gehouden als een 180'er wordt gegooid. Als een darter vanaf het begin van een leg tweemaal achtereen 180 gooit, bestaat er tevens de mogelijkheid om een negendarter te gooien, het laagst mogelijk benodigde aantal darts in een leg.